# Saint-Martin-du-Fouilloux (Deux-Sèvres)
Saint-Martin-du-Fouilloux és un municipi francès situat al departament de Deux-Sèvres i a la regió de la Nova Aquitània. L'any 2007 tenia 217 habitants.

## Demografia

### Població
El 2007 la població de fet de Saint-Martin-du-Fouilloux era de 217 persones. Hi havia 94 famílies de les quals 24 eren unipersonals (16 homes vivint sols i 8 dones vivint soles), 43 parelles sense fills i 27 parelles amb fills.
La població ha evolucionat segons el següent gràfic:
Habitants censats

### Habitatges
El 2007 hi havia 132 habitatges, 94 eren l'habitatge principal de la família, 28 eren segones residències i 10 estaven desocupats. 128 eren cases i 4 eren apartaments. Dels 94 habitatges principals, 75 estaven ocupats pels seus propietaris, 14 estaven llogats i ocupats pels llogaters i 5 estaven cedits a títol gratuït; 2 tenien una cambra, 4 en tenien dues, 15 en tenien tres, 27 en tenien quatre i 46 en tenien cinc o més. 69 habitatges disposaven pel capbaix d'una plaça de pàrquing. A 51 habitatges hi havia un automòbil i a 36 n'hi havia dos o més.

### Piràmide de població
La piràmide de població per edats i sexe el 2009 era:
| Homes | Edats   | Dones |
| ----- | ------- | ----- |
| 0     | 95 o +  | 0     |
| 0     | 90 a 94 | 0     |
| 4     | 85 a 89 | 4     |
| 0     | 80 a 84 | 0     |
| 4     | 75 a 79 | 8     |
| 8     | 70 a 74 | 4     |
| 16    | 65 a 69 | 12    |
| 8     | 60 a 64 | 4     |
| 0     | 55 a 59 | 8     |
| 20    | 50 a 54 | 0     |
| 8     | 45 a 49 | 16    |
| 4     | 40 a 44 | 4     |
| 20    | 35 a 39 | 12    |
| 0     | 30 a 34 | 4     |
| 4     | 25 a 29 | 8     |
| 8     | 20 a 24 | 12    |
| 8     | 15 a 19 | 0     |
| 16    | 10 a 14 | 12    |
| 4     | 5 a 9   | 12    |
| 0     | 0 a 4   | 4     |

## Economia
El 2007 la població en edat de treballar era de 136 persones, 92 eren actives i 44 eren inactives. De les 92 persones actives 84 estaven ocupades (43 homes i 41 dones) i 8 estaven aturades (4 homes i 4 dones). De les 44 persones inactives 21 estaven jubilades, 13 estaven estudiant i 10 estaven classificades com a «altres inactius».

### Ingressos
El 2009 a Saint-Martin-du-Fouilloux hi havia 95 unitats fiscals que integraven 225,5 persones, la mediana anual d'ingressos fiscals per persona era de 12.566 €.

### Activitats econòmiques
Dels 5 establiments que hi havia el 2007, 1 era d'una empresa extractiva, 1 d'una empresa de comerç i reparació d'automòbils, 1 d'una empresa d'hostatgeria i restauració, 1 d'una empresa d'informació i comunicació i 1 d'una entitat de l'administració pública.
L'únic establiment comercial que hi havia el 2009 era una peixateria.
L'any 2000 a Saint-Martin-du-Fouilloux hi havia 22 explotacions agrícoles que ocupaven un total de 1.035 hectàrees.

## Equipaments sanitaris i escolars
El 2009 hi havia una escola elemental integrada dins d'un grup escolar amb les comunes properes formant una escola dispersa.

## Poblacions més properes
El següent diagrama mostra les poblacions més properes.